# St-Faron (Pouldreuzic)

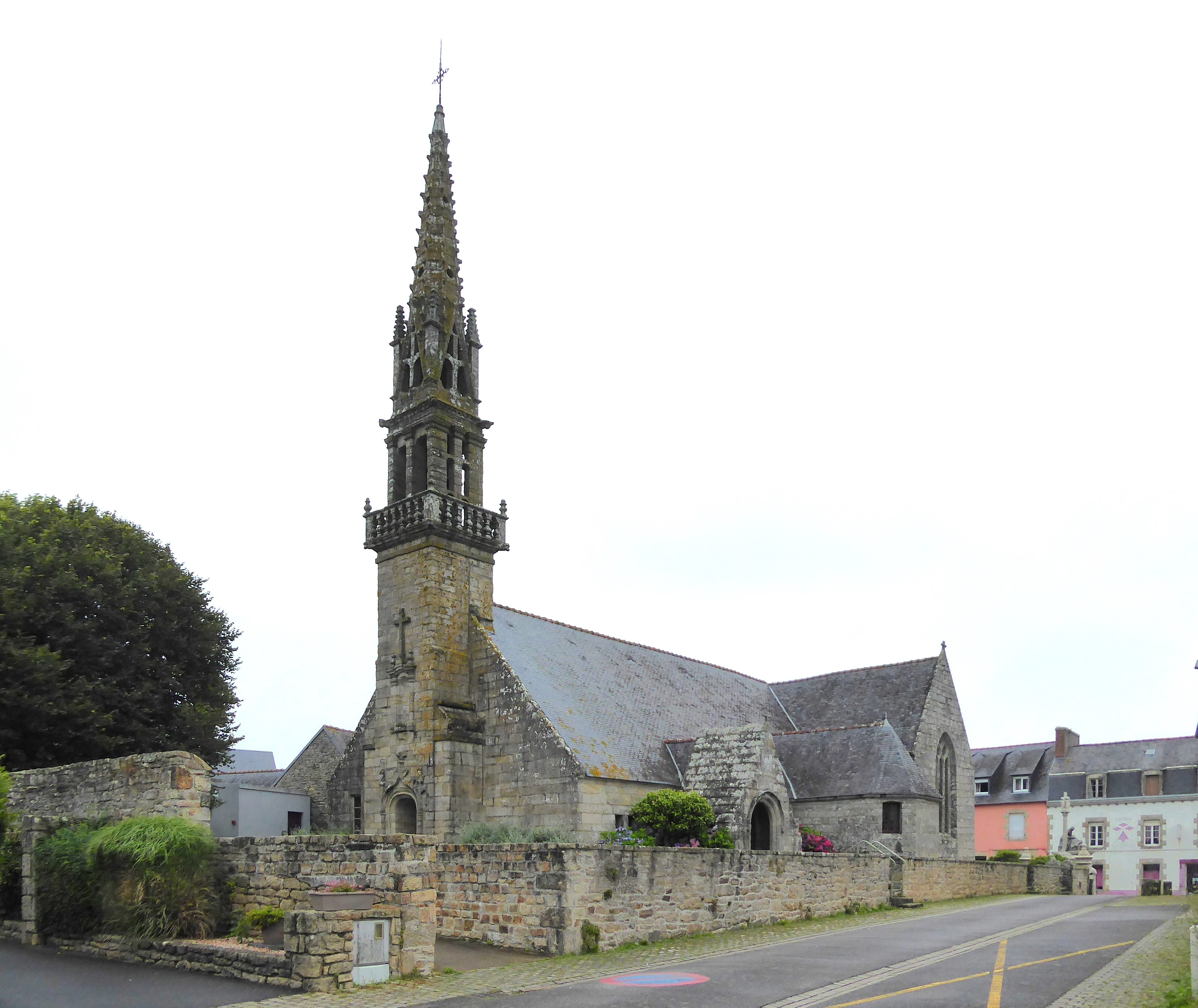
Kirche St-Faron

St-Faron ist die römisch-katholische Pfarrkirche von Pouldreuzic (Département Finistère) in der Bretagne. Die Kirche ist eingetragen im Verzeichnis des kulturellen Erbes in Frankreich, der Turm der Kirche ist als Monument historique eingetragen.

## Geschichte
Die Pfarrkirche St-Faron entstand im Kern zu Beginn des 14. Jahrhunderts und steht unter dem Patrozinium des heiligen Burgundofaro, der um das Jahr 672 Bischof von Meaux war. Das Portal der Kirche im Stil der Flamboyantgotik stammt aus dem 16. Jahrhundert. Nach Beschädigungen im Jahr 1703 wurde die Kirche auf kreuzförmigem Grundriss rekonstruiert. Das Langhaus umfasst vier Joche, ihm schließen sich Querhaus und Chor an. Über dem Westgiebel erhebt sich der Glockenturm mit seiner charakteristischen Maßwerkbekrönung. Die Sakristei entstand 1703.